# Anthela trisecta
Anthela trisecta is een vlinder uit de familie van de Anthelidae. De wetenschappelijke naam van de soort is voor het eerst geldig gepubliceerd in 1898 door Thomas Pennington Lucas.